# Založnik
Založnik je oseba, ki se ukvarja z izdajo različnih publikacij (knjig, zbornikov, revij,...), ki so lahko lastno delo oz. delo drugih ljudi.
Založnik pred izdajo da delo v pregled uredniku, ki poda mnenje o pomembnosti in verodostojnosti dela, nakar se publicist odloči za nadaljnji postopek.